# سويت هوم (فلم)
سويت هوم (باليابانية: スウィートホーム) ، هي فيلم ياباني من صنف رعب، أنتجت بتاريخ 21 يناير عام 1989م.

## قصة الفيلم
تبدأ قصة الفيلم عن قيام الفنان الشهير ايتشيرو ماميا بالتخلي عن مهامه كرسام، ويضطر ايتشيرو وابنته ايمي (نوكو) بالذهاب إلى القصر المهجور، حيث يوجد لعنة الوحوش، فأختار ايتشيرو وابنته الخروج من القصر قبل ان تتعرض لانهيار شامل.

## وصلات خارجية
- مقالات تستعمل روابط فنية بلا صلة مع ويكي بيانات
- Summary of movie with pictures and synopsis